# Orde van Ľudovít Štúr
De Orde van Ľudovít Štúr (Slowaaks: "Rad Ľudovíta Štúra") werd op 1 maart 1994 ingesteld voor "verdiensten voor mensenrechten en democratie". Ook voor andere verdiensten in het openbare leven en in de economie wordt deze ridderorde met drie graden toegekend. Onder bijzondere omstandigheden kan men de onderscheiding ook als vaandeldecoratie aan een militaire eenheid toekennen. 
Deze op 1 maart 1994 ingestelde ridderorde heeft drie graden en een Civiele Divisie en een Militaire Divisie. Daarmee wordt het voorbeeld van de in Slowakije afgeschafte Orde van de Witte Leeuw, de voornaamste orde van het vroegere Tsjecho-Slowakije gevolgd.

## Graden
- Eerste Graad of Grootkruis
- Tweede Graad of Grootofficier
- Derde Graad of Commandeur

## Versierselen
Het kleinood is een gouden kruis van Malta met een gouden lindeblad op iedere arm. Tussen de vier armen zijn gouden stralen aangebracht. Op het centrale rode medaillon is een gouden portret van Ľudovít Štúr geplaatst.
Het kleinood hangt aan een ring en een gouden verhoging met lindebladeren, al dan niet met de gekruiste zwaarden van de Militaire Divisie, waarmee het kleinood aan het lint hangt.
Het lint is rood-wit-blauw.
De zeshoekige gouden ster van de orde heeft een met zes lindebladen bedekte rand. Rond het medaillon is een blauwe ring met het motto "NASPAT CESTA NEMOZNA NAPRED SA IST MUSI" gelegd.

## Externe link

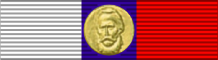
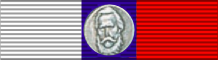
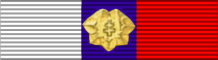
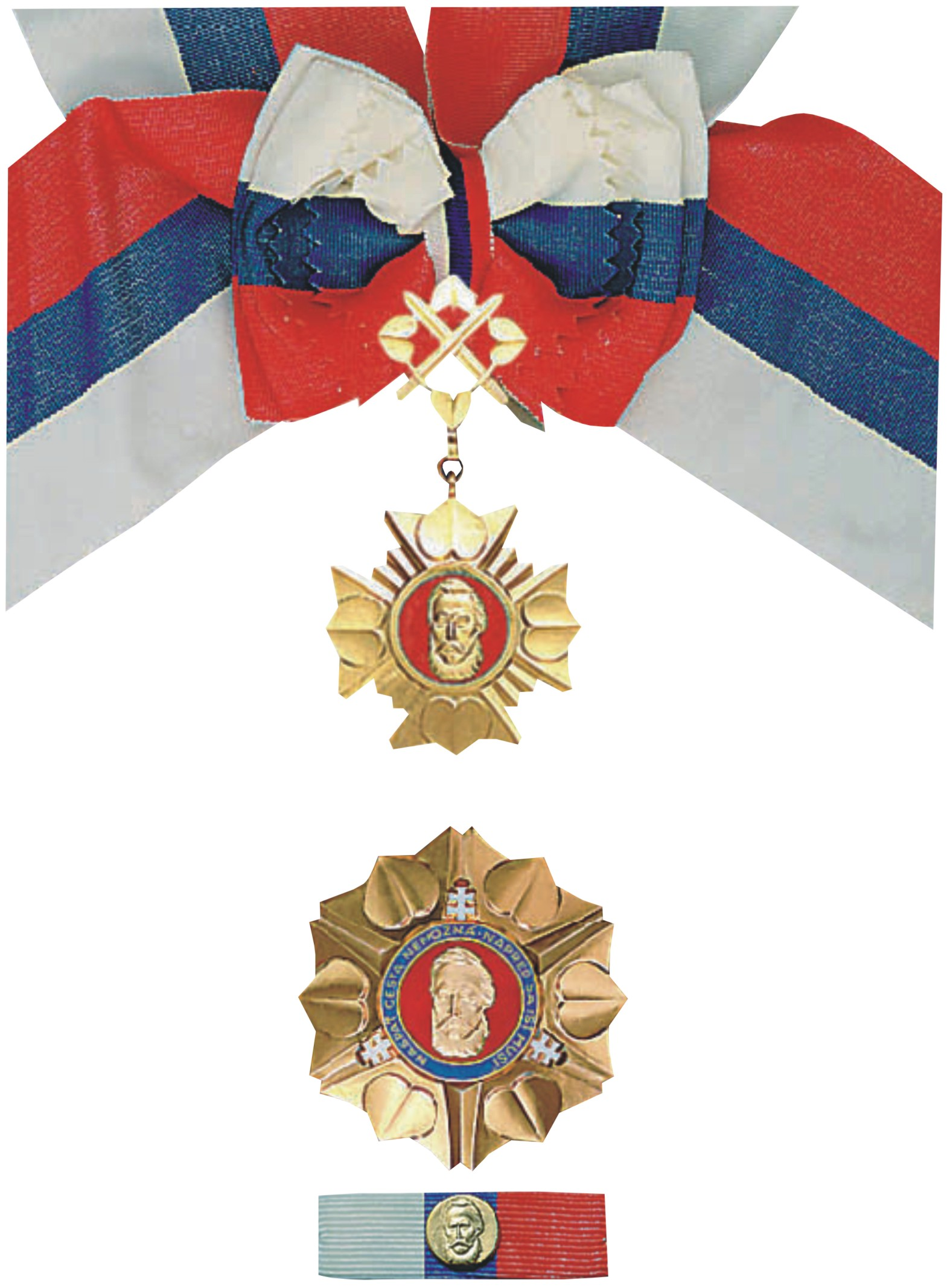
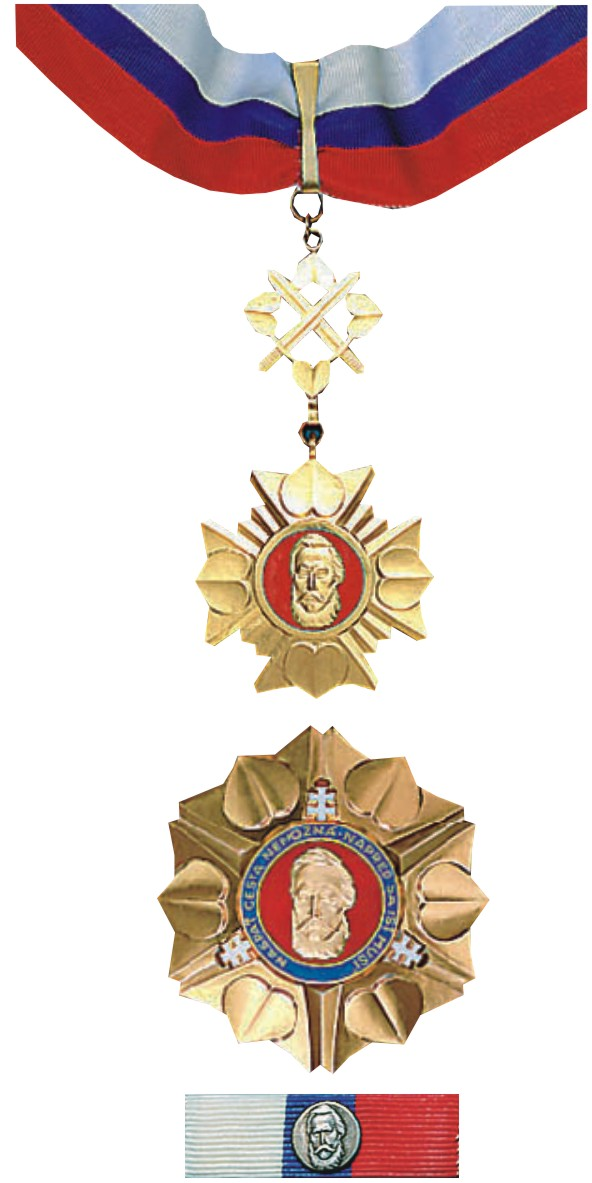
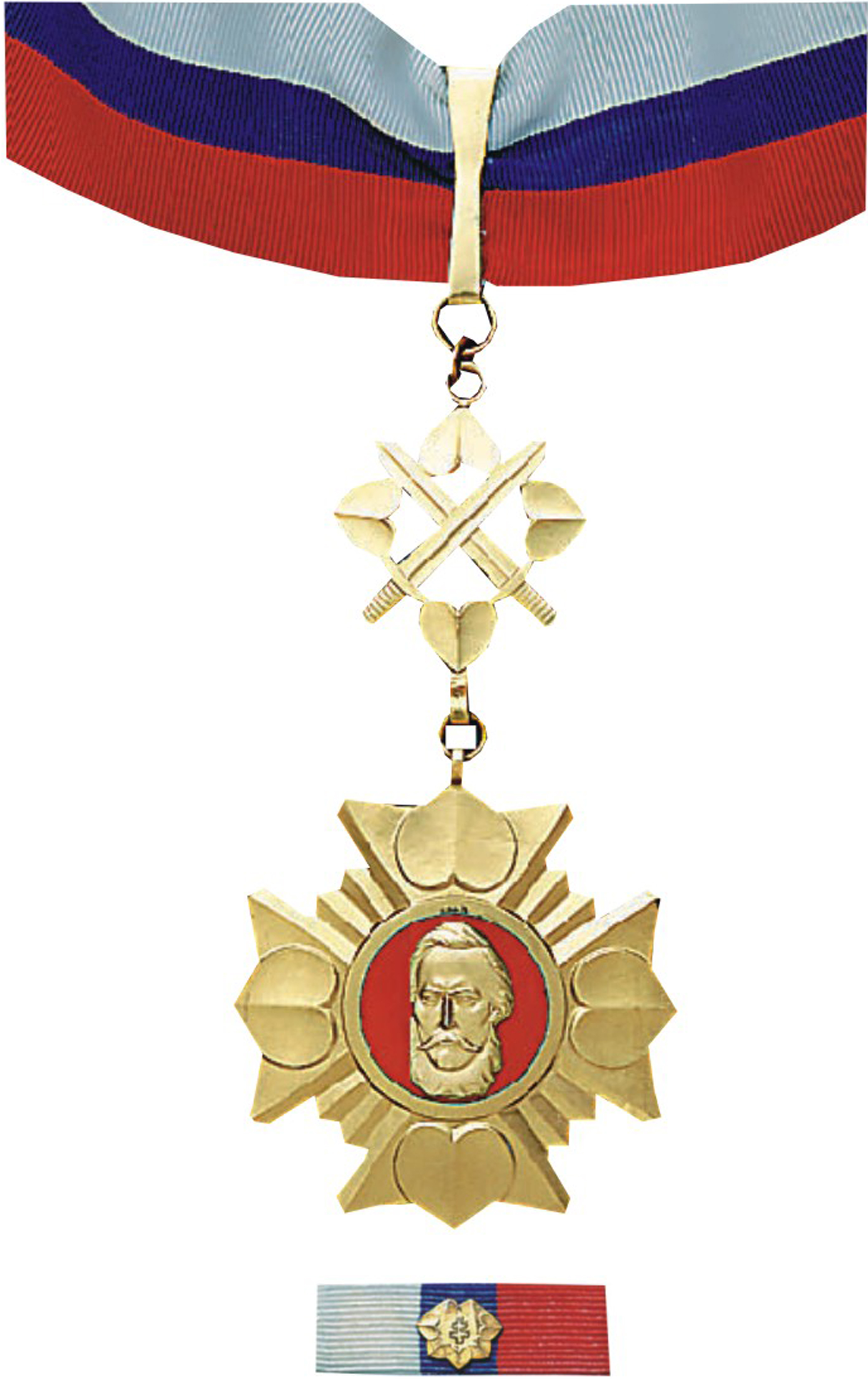